# Сеговия (провинция)
Сего́вия (исп. Segovia) — провинция в центре Испании, в составе автономного сообщества Кастилия и Леон. Административный центр — Сеговия. Территория — 6796 км² (37-е место среди провинций страны). Население — 156 тыс. (48-е место; данные 2005 г.). Климат носит черты как средиземноморского, так и континентального. Зимы более продолжительные, чем в других провинциях Кастилии, сравнительно холодные и сухие. Достопримечательности: акведук в Сеговии, алькасар в Сеговии. В 1111 году здесь произошло сражение войск Альфонсо I Арагонского и его бывшей жены. Победа досталась Альфонсо.
Раскопки, проведённые в пещере Порталон-дель-Техадилья, позволили выяснить, что во времена позднего палеолита на этой широте была тундростепь с холодным и очень засушливым климатом.
Происхождение названия Сеговии считается кельтиберийским, а также считается, что оно произошло от вестготовского завоевания и оккупации Кастилии готами, скандинавским/германским племенем, жившим в Кастилии с 4-го по 6-й века нашей эры.